# Йохан V фон Изенбург
Йохан V фон Изенбург-Гренцау (на немски: Johann V. von Isenburg; Johann V. von Isenburg-Grensau; * 1507; † 18 февруари 1556, Монтабаур) е архиепископ и курфюрст на Трир (1547 – 1556).

## Живот
Той е вторият син на Герлах IV фон Изенбург († 1530) и съпругата му Анастасия фон Мьорс († 1557). Най-големият му брат е Хайнрих фон Изенбург-Гренцау († 1553). Чичо е на Салентин фон Изенбург, който е архиепископ и курфюрст на Кьолн от 1567 до 1577 г.
Йохан започва през 1515 г. религиозна кариера в Трир. На 20 април 1547 г. е избран за архиепископ и курфюрст на Трир, въпреки че не е помазан за свещеник. През ноември 1548 г. Йохан свиква диоцезен синод и през май 1549 г. един провинциален синод в Трир. През 1550/1551 г. той участва в райхстага в Аугсбург и през 1551 г. в Трентския вселенски събор (Tridentinum). През 1552 г. маркграф Албрехт II Алкибиадес фон Бранденбург-Кулмбах завладява Трир и е победен на 29 март 1553 г.
От края на 1553 г. Йохан е тежко болен, заради удар е парализиран и не може да говори. Той се оттегля в другата си резиденция в дворец Монтабаур в Рейнланд-Пфалц. Умира на 18 февруари 1556 г. в дворец Монтабаур и е погребан в църквата „Св. Флорин“ в Кобленц. През 1807 г. гробът му е унищожен.